# Rugoma (periodiskt vattendrag)
Rugoma är ett periodiskt vattendrag i Burundi. Det ligger i den nordvästra delen av landet, 30 kilometer norr om huvudstaden Bujumbura.
Omgivningarna runt Rugoma är en mosaik av jordbruksmark och naturlig växtlighet. Runt Rugoma är det tätbefolkat, med 297 invånare per kvadratkilometer.